# ウェストミンスター大学
ウエストミンスター大学（英語：University of Westminster ）は、イギリス、ロンドンの国立大学。前身は1838年まで伝統が遡る王立科学技術学院(Royal Polytechnic Institution)である。
第6代準男爵、工学者の ジョージ・ケイリー卿の提唱により、ヴィクトリア女王の夫であるアルバート公などの後見を得て設立された。現在の後見人はエリザベス2世女王。
1992年の英国政府による継続・高等教育法により王立科学技術学院(Royal Polytechnic Institution)からウェストミンスター大学へと名称が変更された。
ロンドン中心部に4つのキャンパスを持つ都市型大学であり、169の国々からの21,000人以上の学生が在籍し、学士、修士、博士課程において500以上のコースや幅広い研究の選択肢が提供されている総合大学。M.Phil.やPh.D.といった研究を主とした学位課程もほぼ全学科で開講している。

## 歴史
本校は、1838年に科学技術学院(Polytechnic Institution)として設立された高等教育機関である。
18世紀後半から19世紀前半にかけてのイギリスでは、世界に先駆けて産業革命が起こり、社会の急激な工業化と技術革新によって、高度な専門知識を持つ技術者や開発者の需要が急速に高まっていた。 また同時期のイギリスでは、一般市民の参政権獲得運動（チャーティズム）が起こり、1838年に人民憲章が施行され普通選挙権が制定されるなど、一般庶民も強い政治的発言力を獲得するようになっていた。
このような背景から、産業の急激な発展により不足する技術者や研究者を育成すること、及び、製造業従事者、鉱業従事者、農民等に、公的かつ安価に様々な技術（芸術を含む）や科学に基づく実践的知識を与える高等教育機関となることを目的として、イギリスの庶民議員（下院議員）であり、“航空学の父”と呼ばれたジョージ・ケイリー卿が議会に働きかけて設立したのが本校であり、当時の本校は現代のいわゆる工科大学、工業大学に相当する位置付けであった。
1938年8月、設立に尽力したケイリー卿がそのまま本校の初代学長に選出され、本校は"Polytechnic Institution (科学技術学院)"として開校し、翌年8月に王室から後見が正式に認められ、"Royal Polytechnic Institution （王立科学技術学院）"となった。
このポリテクニックは大型展示場、講堂、研究室の施設を所有しており、市民への呼び物として産業機械や試作機の実演、公開科学講座の開講、釣鐘形潜水器への体験搭乗、（1839年以降は）写真の実演といった催しが行われた。1948年には巨大な劇場が増築され、最先端の映写機を用いた上演なども行われるようになった。
1873年からは、技術者、研究者、芸術家向けのコースだけでなく、ロンドンの一般的な（あるいは貧困層も含めた）少年少女たちへの教育コースも提供するようになった。1881年、慈善家のクインティン・ホッグは、本校に15,000ポンドの投資をし、ロンドンの少年少女に向けた無料の図書館、スポーツ施設、劇場などを提供した。翌年には、科学、技術、芸術等のクラスも提供されるようになり、一般人および貧困層に対して無償で高等教育を受ける機会を与えた。このことは、高等教育は貴族や富裕層にのみ与えられるという教育のありかたに大きな改革をもたらした。
1992年6月に、枢密院が、授業受講を中心としたコースや研究学位を与えられる大学の地位をポリテクニックに正式に与えたことに伴い、学校名がウエストミンスター大学へと変更された。エリザベス2世が引き続きウエストミンスター大学の後援者となることに同意した。長い歴史を築きあげてきた学府であり、革新的であることに対する名声や、学術的優秀さ、講義プログラムの受講しやすさ、応用研究が、ウエストミンスター大学の伝統と学術的ポートフォリオを支えている。
現在、英国だけでなく、欧州の近隣諸国をはじめ世界の国々から23,800人を超える全科履修生、課程履修生が在籍。ウエストミンスター大学のミッションは、“専門的な人生のための教育”のまま変わっていない。

## 校風と評価
このような設立の経緯から、その校風は実学、実践を尊び、校訓は"Forward Thinking（先進的であれ）"である。設立当初より実用的な学問を志向しており、そのため現在でも、建築学部、報道学部、政治学部、環境学部、法学部、生物学部、コンピューターサイエンス学部、経営学部、芸術学部などの、実践的で実用的な分野の学部でのランクが高い。2008年度のRAEの調査によるとウエストミンスター大学の評価は、コミュニケーション、文化、メディア学研究において英国内2位、アート＆デザイン研究において英国内6位にランキングされている。さらに、建築学、外交政策学は英国内最高3位にランキングされた事がある。また国際関係学、地理学、環境学も同様に高く評価されている。
世界の大学の格付けを行っている、QS World University Rankings の2016年度版のランキングによると、建築学部が全英２位、報道及びコミュニケーション学部が同３位、政治学部が同19位にランクされている。また、英国内の大学の格付けを行っている、The Complete University Guide (CUG)の2014年度版によると、全学部総合で全英21位、アート＆デザイン学部が全英６位、経営学部が同18位とされている。イギリス内でも長い歴史と伝統を持つ大学であり、またその多様な学部と、ロンドン中心部という立地ゆえに、世界中から多くの学生が入学を希望し、建築学部、芸術学部、国際関係学部、経営学部などは競争率が高くなっている。

## 部局
学部課程、大学院修士課程、博士課程をほとんど全ての部局で提供している。
- School of Architecture and the Built Environment
- School of Electronics and Computer Science
- School of Law
- School of Life Sciences
- School of Media, Arts and Design
- School of Social Sciences, Humanities and Languages
- Westminster Business School

## キャンパスと大学寮
ウエストミンスター大学では、130万ポンドを投資し、10年かけて行った教室・学生寮を含む建物の建築を最近終えた。4つのメインサイトがあり、内3つはロンドン中心地のリージェント・ストリート、ニューキャヴェンディッシュ・ストリート、メリルボーンにあり、4つめはロンドンのハーロウにある。
ハローサイトへの最寄りのロンドン地下鉄の駅は、ベイカー・ストリート駅から18分ほどのところにあるメトロポリタン線のノースウィック・パーク駅。ここには、ビジネススクール、コンピュータスクールやメディアスクールがある。それぞれのサイトに、図書館、IT設備、食事施設を備えている。
メリルボーンサイトには、P3と呼ばれるクリエイティブな分野のための地下展示スペースがある。2007年のオープン以来、ロンドン・ファッション・ウィークやアーキテクチャー・ウィーク、様々な学生のショーなどの会場となっている。
ハイゲートにあるファーニバル・ハウス（一つの寮舎はメリルボーンサイトを基盤とする）、オールド・ストリート近くのアレクサンダー・フレミング・ハウス、ヴィクトリアのウィグラム・ハウス、ウォータールー近くのインターナショナルハウスなど、ロンドン市内にいくつかの学生寮を有している。2005年9月には、ハローサイトに2つ新設した。
フランスのパリとウズベキスタンのタシケントに国際関係学、外交政策学関連の大学院キャンパスを持っている。

## 主な出身者
- アレクサンダー・フレミング – ノーベル生理学・医学賞受賞者
- パウル・ゼレブ – マルタ共和国大統領
- ドミニク・グリーブ – 法務長官
- リンダ・チョーカー – 運輸大臣
- ジャネット・アンダーソン – 芸術文化大臣
- ロバート・ベリンジャー – ロンドン市長
- キャロライン・コックス – 貴族院副議長
- ニック・メイスン – ミュージシャン（ピンク・フロイドのメンバー）
- ロジャー・ウォーターズ - ミュージシャン（ピンク・フロイドの元メンバー）
- リチャード・ライト – ミュージシャン（ピンク・フロイドの元メンバー）
- チャーリー・ワッツ –ミュージシャン（ローリング・ストーンズのメンバー)
- ポール・スチュワート（英語版） – ミュージシャン
- ティモシー・ウェスト - 俳優
- ヴィヴィアン・ウエストウッド - ファッションデザイナー

- ロン・ヘロン（英語版） – 建築家。アーキグラムのメンバーでウォーキングシティ（英語版）の提案者。
- マイケル・ウェブ（英語版） –建築家。アーキグラム設立メンバー。
- ラルフ・アースキン – スウェーデンの建築家。
- ルード・キャンベル゠レイド（英語版） – アーバンデザイナー (2004 Olympic Games)
- ジャック・ハウ（英語版） – 建築家。インダストリアルデザイナー。
- Shiu-Kay Kan – 建築家。インダストリアルデザイナー。ライティングデザイナー。
- Chris Wilkinson – 建築家 (Gateshead Millennium Bridge)

- Stephen K Amos – コメディアン
- Janet Anderson – 労働党 (イギリス) Rossendale and Darwen(イギリス議会の選挙区)議会メンバー
- Tom Ang – 写真家・BBC プレゼンター
- Christopher Bailey – ファッションデザイナー (バーバリー)
- Katalin Bogyay – UNESCOのハンガリー大使
- Derek Bryan – 英国の外交官
- Alec Carlin – 映画ディレクター
- Sir Anthony Caro, OM, CBE, 彫刻家
- Bryan Cartledge – 英国の 外交官 ・建築家
- Wilfred Cass, CBE, ビジネスマン・社会奉仕家
- Asma Chaâbi – Mayor of Morocco Essaouiraの市長
- Richard Cullen – アニメーター・デジタルモーショングラフィックアーティスト
- Kristian Digby – プレゼンター・ディレクター
- Paul Ekins – 持続可能な開発の教授・Green Partyの前メンバー
- Natascha Engel – 北東ダービシャーの労働党政治家 (イギリス)国会議員
- Mont Follick – ラフバラの前労働党政治家 (イギリス)国会議員
- Stephen Gardiner, O.B.E, 建築家・作家
- David Gascoyne – 詩人
- Trisha Goddard – TVプレゼンター/トークショーホスト
- Dominic Grieve – 保守党(イギリス)　ビーコンズフィールド(イギリス議会の選挙区)の国会議員、イングランドとウェールズの法務総裁
- Thomas Hennell – 画家・作家
- ミッツ・マングローブ – 日本のタレント、中退。
- 本田朋 – 元福島県議会議員
- ジハーディ・ジョン − ISIL戦闘員。英国の名門大学出身ながらテロリストの一員であることが発覚し話題となった。